# Lasse Swärd (regissör)
Lasse Swärd född 16 juni 1918 i Uppsala, död 6 mars 1995 i Stockholm, var en svensk dubbregissör, översättare och regiassistent.
Swärd är mest känd för att ha översatt och regisserat de svenska dubbningarna av bland annat, Fantastiska Wilbur, Asterix och hans tappra galler, Mio min Mio och Solens Tempel.
Som regiassistent har Swärd medverkat i exempelvis filmerna Imperfektum (1941), Sjätte skottet (1943), Vandring med månen (1945) och Flicka och hyacinter (1950).